# Mary i Max
Mary i Max (ang. Mary and Max) – australijski film animowany z 2009 roku w reżyserii Adama Elliota.

## Obsada (głosy)
- Toni Collette – Mary Daisy Dinkle
- Bethany Whitmore – młoda Mary
- Philip Seymour Hoffman – Max Jerry Horowitz
- Eric Bana – Damian Popodopoulos
- Barry Humphries – Narrator
- Renée Geyer – Vera
- Ian „Molly” Meldrum – bezdomny mężczyzna